# ICD-10 第17章:先天奇形、変形および染色体異常
本項は、『疾病及び関連保健問題の国際統計分類』第10版（ICD-10）の「第17章:先天奇形、変形および染色体異常」の一覧である。

## Q00-Q99 - 先天奇形，変形及び染色体異常

### (Q00-Q07) 神経系の先天奇形
- Q00 無脳症及び類似先天奇形
  - Q00.0 無脳症
  - Q00.1 頭蓋脊椎披<破>裂
  - Q00.2 後頭孔脳脱出(症)
- Q01 脳瘤
  - Q01.0 前頭部脳瘤
  - Q01.1 鼻前頭部脳瘤
  - Q01.2 後頭部脳瘤
  - Q01.8 その他の部位の脳瘤
  - Q01.9 脳瘤，詳細不明
- Q02 小頭症
- Q03 先天性水頭症
  - Q03.0 中脳水道の奇形
  - Q03.1 マジャンディー孔及びルシュカ孔の閉鎖
  - Q03.8 その他の先天性水頭症
  - Q03.9 先天性水頭症，詳細不明
- Q04 脳のその他の先天奇形
  - Q04.0 脳梁の先天奇形
  - Q04.1 無嗅脳(症)
  - Q04.2 全前脳(胞)症
  - Q04.3 脳のその他の減形成
  - Q04.4 中隔視神経形成異常（症）
  - Q04.5 巨脳症
  - Q04.6 先天性脳のう<嚢>胞
  - Q04.8 脳のその他の明示された先天奇形
  - Q04.9 脳の先天奇形，詳細不明
- Q05 二分脊椎<脊椎披<破>裂>
  - Q05.0 頚部二分脊椎<脊椎披<破>裂>，水頭症を伴うもの
  - Q05.1 胸部二分脊椎<脊椎披<破>裂>，水頭症を伴うもの
  - Q05.2 腰部二分脊椎<脊椎披<破>裂>，水頭症を伴うもの
  - Q05.3 仙骨部二分脊椎<脊椎披<破>裂>，水頭症を伴うもの
  - Q05.4 詳細不明の二分脊椎<脊椎披<破>裂>，水頭症を伴うもの
  - Q05.5 頚部二分脊椎<脊椎披<破>裂>，水頭症を伴わないもの
  - Q05.6 胸部二分脊椎<脊椎披<破>裂>，水頭症を伴わないもの
  - Q05.7 腰部二分脊椎<脊椎披<破>裂>，水頭症を伴わないもの
  - Q05.8 仙骨部二分脊椎<脊椎披<破>裂>，水頭症を伴わないもの
  - Q05.9 二分脊椎<脊椎披<破>裂>，詳細不明
- Q06 脊髄のその他の先天奇形
  - Q06.0 無脊髄(症)
  - Q06.1 脊髄の低形成<形成不全>及び異形成<形成異常>
  - Q06.2 割髄症<分裂脊髄(症)>＜脊髄(正中)離開>
  - Q06.3 その他の先天(性)馬尾奇形
  - Q06.4 水脊髄(症)
  - Q06.8 脊髄のその他の明示された先天奇形
  - Q06.9 脊髄の先天奇形，詳細不明
- Q07 神経系のその他の先天奇形
  - Q07.0 アーノルド・キアリ症候群
  - Q07.8 神経系のその他の明示された先天奇形
  - Q07.9 神経系の先天奇形，詳細不明

### (Q10-Q18) 眼，耳，顔面及び頚部の先天奇形
- Q10 眼瞼，涙器及び眼窩の先天奇形
  - Q10.0 先天(性)眼瞼下垂
  - Q10.1 先天(性)眼瞼外反(症)
  - Q10.2 先天(性)眼瞼内反(症)
  - Q10.3 眼瞼のその他の先天奇形
  - Q10.4 涙器の欠損及び無発生
  - Q10.5 涙管の先天(性)狭窄
  - Q10.6 涙器のその他の先天奇形
  - Q10.7 眼窩の先天奇形
- Q11 無眼球(症)，小眼球(症)及び巨大眼球(症)
  - Q11.0 のう<嚢>胞(状)眼球
  - Q11.1 その他の無眼球(症)
  - Q11.2 小眼球(症)
  - Q11.3 巨大眼球(症)
- Q12 先天(性)水晶体奇形
  - Q12.0 先天(性)白内障
  - Q12.1 先天(性)水晶体偏位
  - Q12.2 水晶体欠損<水晶体コロボーマ>
  - Q12.3 先天(性)無水晶体(眼)
  - Q12.4 球状水晶体(症)
  - Q12.8 その他の先天(性)水晶体奇形
  - Q12.9 先天(性)水晶体奇形，詳細不明
- Q13 前眼部の先天奇形
  - Q13.0 虹彩欠損<虹彩コロボーマ>
  - Q13.1 無虹彩
  - Q13.2 虹彩のその他の先天奇形
  - Q13.3 先天(性)角膜混濁
  - Q13.4 その他の先天(性)角膜奇形
  - Q13.5 青色強膜
  - Q13.8 前眼部のその他の先天奇形
  - Q13.9 前眼部の先天奇形，詳細不明
- Q14 眼球後極部の先天奇形
  - Q14.0 硝子体の先天奇形
  - Q14.1 網膜の先天奇形
  - Q14.2 視神経乳頭の先天奇形
  - Q14.3 脈絡膜の先天奇形
  - Q14.8 眼球後極部のその他の先天奇形
  - Q14.9 眼球後極部の先天奇形，詳細不明
- Q15 眼のその他の先天奇形
  - Q15.0 先天(性)緑内障
  - Q15.8 眼のその他の明示された先天奇形
  - Q15.9 眼の先天奇形，詳細不明
- Q16 聴覚障害の原因となる耳の先天奇形
  - Q16.0 先天性耳介欠損
  - Q16.1 外耳道の先天(性)欠損，閉鎖及び狭窄
  - Q16.2 耳管欠損
  - Q16.3 耳小骨の先天奇形
  - Q16.4 中耳のその他の先天奇形
  - Q16.5 内耳の先天奇形
  - Q16.9 聴覚障害の原因となる耳の先天奇形，詳細不明
- Q17 耳のその他の先天奇形
  - Q17.0 副耳(介)
  - Q17.1 巨<大>耳(症)
  - Q17.2 小耳(症)
  - Q17.3 その他の耳の変形
  - Q17.4 耳の位置異常
  - Q17.5 聳立耳
  - Q17.8 耳のその他の明示された先天奇形
  - Q17.9 耳の先天奇形，詳細不明
- Q18 顔面及び頚部のその他の先天奇形
  - Q18.0 鰓溝<裂>の洞，瘻及びのう<嚢>胞
  - Q18.1 先天性耳ろう<瘻>孔と先天性のう＜嚢>胞
  - Q18.2 その他の鰓溝<裂>奇形
  - Q18.3 頚の翼状異常
  - Q18.4 巨口(症)
  - Q18.5 小口(症)
  - Q18.6 (巨)大(口)唇(症)
  - Q18.7 小(口)唇(症)
  - Q18.8 顔面及び頚部のその他の明示された先天奇形
  - Q18.9 顔面及び頚部の先天奇形，詳細不明

### (Q20-Q28) 循環器系の先天奇形
- Q20 心臓の房室及び結合部の先天奇形
  - Q20.0 総動脈幹(症)
  - Q20.1 両大血管右室起始(症)
  - Q20.2 両大血管左室起始(症)
  - Q20.3 (心)室大血管結合不一致
  - Q20.4 両心室結合
  - Q20.5 房室結合不一致
  - Q20.6 心耳相同
  - Q20.8 心臓の房室及び結合部のその他の先天奇形
  - Q20.9 心臓の房室及び結合部の先天奇形，詳細不明
- Q21 心(臓)中隔の先天奇形
  - Q21.0 心室中隔欠損(症)
  - Q21.1 心房中隔欠損(症)
  - Q21.2 房室中隔欠損(症)
  - Q21.3 ファロー四徴(症)
  - Q21.4 大動脈肺動脈中隔欠損(症)
  - Q21.8 心(臓)中隔のその他の先天奇形
  - Q21.9 心(臓)中隔の先天奇形，詳細不明
- Q22 肺動脈弁及び三尖弁の先天奇形
  - Q22.0 肺動脈弁閉鎖(症)
  - Q22.1 先天性肺動脈弁狭窄(症)
  - Q22.2 先天性肺動脈弁閉鎖不全(症)
  - Q22.3 肺動脈弁のその他の先天奇形
  - Q22.4 先天性三尖弁狭窄(症)
  - Q22.5 エプスタイン奇形<異常>
  - Q22.6 右心低形成<形成不全>症候群
  - Q22.8 三尖弁のその他の先天奇形
  - Q22.9 三尖弁の先天奇形，詳細不明
- Q23 大動脈弁及び僧帽弁の先天奇形
  - Q23.0 大動脈弁の先天性狭窄(症)
  - Q23.1 大動脈弁の先天性閉鎖不全(症)
  - Q23.2 先天性僧帽弁狭窄(症)
  - Q23.3 先天性僧帽弁閉鎖不全(症)
  - Q23.4 左心低形成<形成不全>症候群
  - Q23.8 大動脈弁及び僧帽弁のその他の先天奇形
  - Q23.9 大動脈弁及び僧帽弁の先天奇形，詳細不明
- Q24 心臓のその他の先天奇形
  - Q24.0 右胸心<右心症>
  - Q24.1 左胸心<左心症>
  - Q24.2 三心房心
  - Q24.3 肺動脈漏斗部狭窄(症)
  - Q24.4 先天性大動脈弁下狭窄(症)
  - Q24.5 冠(状)血管の奇形
  - Q24.6 先天性心ブロック
  - Q24.8 心臓のその他の明示された先天奇形
  - Q24.9 心臓の先天奇形，詳細不明
- Q25 大型動脈の先天奇形
  - Q25.0 動脈管開存(症)
  - Q25.1 大動脈縮窄(症)
  - Q25.2 大動脈弁閉鎖(症)
  - Q25.3 大動脈狭窄(症)
  - Q25.4 大動脈のその他の先天奇形
  - Q25.5 肺動脈閉鎖(症)
  - Q25.6 肺動脈狭窄(症)
  - Q25.7 肺動脈のその他の先天奇形
  - Q25.8 大型動脈のその他の先天奇形
  - Q25.9 大型動脈の先天奇形，詳細不明
- Q26 大型静脈の先天奇形
  - Q26.0 大静脈の先天性狭窄(症)
  - Q26.1 左上大静脈遺残
  - Q26.2 総<全>肺静脈還流<結合>異常(症)
  - Q26.3 部分肺静脈還流<結合>異常(症)
  - Q26.4 肺静脈還流<結合>異常(症)，詳細不明
  - Q26.5 門脈還流<結合>異常(症)
  - Q26.6 門脈・肝動脈瘻
  - Q26.8 大型静脈のその他の先天奇形
  - Q26.9 大型静脈の先天奇形，詳細不明
- Q27 末梢血管系のその他の先天奇形
  - Q27.0 臍動脈の先天性欠損及び低形成<形成不全>
  - Q27.1 先天性腎動脈狭窄(症)
  - Q27.2 腎動脈のその他の先天奇形
  - Q27.3 末梢性動静脈奇形
  - Q27.4 先天性静脈拡張症
  - Q27.8 末梢血管系のその他の明示された先天奇形
  - Q27.9 末梢血管系の先天奇形，詳細不明
- Q28 循環器系のその他の先天奇形
  - Q28.0 脳実質外血管の動静脈奇形
  - Q28.1 脳実質外血管のその他の奇形
  - Q28.2 脳血管の動静脈奇形
  - Q28.3 脳血管のその他の奇形
  - Q28.8 循環器系のその他の明示された先天奇形
  - Q28.9 循環器系の先天奇形，詳細不明

### (Q30-Q34) 呼吸器系の先天奇形
- Q30 鼻の先天奇形
  - Q30.0 後鼻孔閉鎖(症)
  - Q30.1 鼻の無発生及び未発達
  - Q30.2 裂溝性鼻，切痕性鼻及び鼻裂
  - Q30.3 先天性穿孔性鼻中隔
  - Q30.8 鼻のその他の先天奇形
  - Q30.9 鼻の先天奇形，詳細不明
- Q31 喉頭の先天奇形
  - Q31.0 喉頭横隔膜症
  - Q31.1 先天性声門下狭窄(症)
  - Q31.2 喉頭低形成<形成不全>
  - Q31.3 喉頭のう<嚢>胞
  - Q31.5 先天性喉頭軟化症
  - Q31.8 喉頭のその他の先天奇形
  - Q31.9 喉頭の先天奇形，詳細不明
- Q32 気管及び気管支の先天奇形
  - Q32.0 先天性気管軟化(症)
  - Q32.1 気管のその他の先天奇形
  - Q32.2 先天性気管支軟化(症)
  - Q32.3 気管支の先天性狭窄(症)
  - Q32.4 気管支のその他の先天奇形
- Q33 肺の先天奇形
  - Q33.0 先天性のう<嚢>胞肺
  - Q33.1 肺の副葉
  - Q33.2 肺分画症
  - Q33.3 肺の無発生
  - Q33.4 先天性気管支拡張症
  - Q33.5 肺の異所組織
  - Q33.6 肺の低形成<形成不全>及び異形成<形成異常>
  - Q33.8 肺のその他の先天奇形
  - Q33.9 肺の先天奇形，詳細不明
- Q34 呼吸器系のその他の先天奇形
  - Q34.0 胸膜の異常
  - Q34.1 先天性縦隔のう<嚢>胞
  - Q34.8 呼吸器系のその他の明示された先天奇形
  - Q34.9 呼吸器系の先天奇形，詳細不明

### (Q35-Q37) 唇裂及び口蓋裂
- Q35 口蓋裂
  - Q35.1 硬口蓋裂
  - Q35.3 軟口蓋裂
  - Q35.5 軟口蓋裂を伴う硬口蓋裂
  - Q35.7 二分口蓋垂<口蓋垂裂>
  - Q35.9 詳細不明の口蓋裂
- Q36 唇裂
  - Q36.0 唇裂，両側性
  - Q36.1 唇裂，正中部
  - Q36.9 唇裂，一側性
- Q37 唇裂を伴う口蓋裂
  - Q37.0 硬口蓋裂，両側性唇裂を伴うもの
  - Q37.1 硬口蓋裂，片側性唇裂を伴うもの
  - Q37.2 軟口蓋裂，両側性唇裂を伴うもの
  - Q37.3 軟口蓋裂，片側性唇裂を伴うもの
  - Q37.4 硬及び軟口蓋裂，両側性唇裂を伴うもの
  - Q37.5 硬及び軟口蓋裂，片側性唇裂を伴うもの
  - Q37.8 詳細不明の口蓋裂，両側性唇裂を伴うもの
  - Q37.9 詳細不明の口蓋裂，片側性唇裂を伴うもの

### (Q38-Q45) 消化器系のその他の先天奇形
- Q38 舌，口(腔)及び咽頭のその他の先天奇形
  - Q38.0 口唇の先天奇形，他に分類されないもの
  - Q38.1 舌小帯短縮(症)
  - Q38.2 巨(大)舌(症)
  - Q38.3 舌のその他の先天奇形
  - Q38.4 唾液腺及び唾液腺管の先天奇形
  - Q38.5 口蓋の先天奇形，他に分類されないもの
  - Q38.6 口(腔)のその他の先天奇形
  - Q38.7 咽頭のう<嚢>
  - Q38.8 咽頭のその他の先天奇形
- Q39 食道の先天奇形
  - Q39.0 食道閉鎖，瘻を伴わないもの
  - Q39.1 食道閉鎖，気管食道瘻を伴うもの
  - Q39.2 先天性気管食道瘻，食道閉鎖を伴わないもの
  - Q39.3 先天性食道狭窄
  - Q39.4 食道ひだ
  - Q39.5 先天性食道拡張
  - Q39.6 食道憩室
  - Q39.8 食道のその他の先天奇形
  - Q39.9 食道の先天奇形，詳細不明
- Q40 上部消化管のその他の先天奇形
  - Q40.0 先天性肥厚性幽門狭窄
  - Q40.1 先天性食道裂孔ヘルニア
  - Q40.2 胃のその他の明示された先天奇形
  - Q40.3 胃の先天奇形，詳細不明
  - Q40.8 上部消化管のその他の明示された先天奇形
  - Q40.9 上部消化管の先天奇形，詳細不明
- Q41 小腸の先天(性)欠損，閉鎖及び狭窄
  - Q41.0 十二指腸の先天(性)欠損，閉鎖及び狭窄
  - Q41.1 空腸の先天(性)欠損，閉鎖及び狭窄
  - Q41.2 回腸の先天(性)欠損，閉鎖及び狭窄
  - Q41.8 小腸のその他の明示された部位の先天(性)欠損，閉鎖及び狭窄
  - Q41.9 小腸の先天(性)欠損，閉鎖及び狭窄，部位不明
- Q42 大腸の先天(性)欠損，閉鎖及び狭窄
  - Q42.0 直腸の先天(性)欠損，閉鎖及び狭窄，瘻を伴うもの
  - Q42.1 直腸の先天(性)欠損，閉鎖及び狭窄，瘻を伴わないもの
  - Q42.2 肛門の先天(性)欠損，閉鎖及び狭窄，瘻を伴うもの
  - Q42.3 肛門の先天(性)欠損，閉鎖及び狭窄，瘻を伴わないもの
  - Q42.8 大腸のその他の部位の先天(性)欠損，閉鎖及び狭窄
  - Q42.9 大腸の先天(性)欠損，閉鎖及び狭窄，部位不明
- Q43 腸のその他の先天奇形
  - Q43.0 メッケル憩室
  - Q43.1 ヒルシュスプルング病
  - Q43.2 結腸のその他の先天性機能障害
  - Q43.3 腸管固定の先天奇形
  - Q43.3a 腸回転異常(症)及び総腸間膜症
  - Q43.3b その他の腸管固定の先天奇形
  - Q43.4 重複腸(管)<腸重複症>
  - Q43.5 異所性肛門<肛門転位>
  - Q43.6 直腸及び肛門の先天性瘻
  - Q43.7 総排泄腔遺残
  - Q43.8 腸のその他の明示された先天奇形
  - Q43.9 腸の先天奇形，詳細不明
- Q44 胆のう<嚢>，胆管及び肝の先天奇形
  - Q44.0 胆のう<嚢>の無発生，無形成及び低形成<形成不全>
  - Q44.1 胆のう<嚢>のその他の先天奇形
  - Q44.2 胆道<管>閉鎖(症)
  - Q44.3 胆管の先天(性)狭窄
  - Q44.4 先天性胆道拡張症<総胆管のう<嚢>胞>
  - Q44.5 胆管のその他の先天奇形
  - Q44.6 肝のう<嚢>胞性疾患
  - Q44.7 肝のその他の先天奇形
- Q45 消化器系のその他の先天奇形
  - Q45.0 膵の無発生，無形成及び低形成<形成不全>
  - Q45.1 輪状<環状>膵
  - Q45.2 先天性膵のう<嚢>胞
  - Q45.3 膵及び膵管のその他の先天奇形
  - Q45.8 消化器系のその他の明示された先天奇形
  - Q45.9 消化器系の先天奇形，詳細不明

### (Q50-Q56) 生殖器の先天奇形
- Q50 卵巣，卵管及び広間膜の先天奇形
  - Q50.0 卵巣の先天(性)欠損
  - Q50.1 卵巣のう<嚢>胞，周生<産>期のもの
  - Q50.2 先天性卵巣捻転
  - Q50.3 卵巣のその他の先天奇形
  - Q50.4 卵管の胎芽性のう<嚢>胞
  - Q50.5 広間膜の胎芽性のう<嚢>胞
  - Q50.6 卵管及び広間膜のその他の先天奇形
- Q51 子宮及び子宮頚(部)の先天奇形
  - Q51.0 子宮の無発生及び無形成
  - Q51.1 重複子宮頚(部)及び重複腟を伴う重複子宮
  - Q51.2 その他の重複子宮
  - Q51.3 双角子宮
  - Q51.4 単角子宮
  - Q51.5 子宮頚(部)の無発生及び無形成
  - Q51.6 子宮頚(部)の胎芽性のう<嚢>胞
  - Q51.7 子宮と消化管及び尿路との間の先天性瘻孔
  - Q51.8 子宮及び子宮頚(部)のその他の先天奇形
  - Q51.9 子宮及び子宮頚(部)の先天奇形，詳細不明
- Q52 女性性器のその他の先天奇形
  - Q52.0 腟の先天(性)欠損
  - Q52.1 重複腟
  - Q52.2 先天性直腸腟瘻
  - Q52.3 処女膜閉鎖
  - Q52.4 腟のその他の先天奇形
  - Q52.5 陰唇癒合
  - Q52.6 陰核の先天奇形
  - Q52.7 外陰のその他の先天奇形
  - Q52.8 女性性器のその他の明示された先天奇形
  - Q52.9 女性性器の先天奇形，詳細不明
- Q53 停留精巣<睾丸>
  - Q53.0 異所性精巣<睾丸>
  - Q53.1 停留精巣<睾丸>，一側性
  - Q53.2 停留精巣<睾丸>，両側性
  - Q53.9 停留精巣<睾丸>，患側不明
- Q54 尿道下裂
  - Q54.0 尿道下裂，亀頭部
  - Q54.1 尿道下裂，陰茎部
  - Q54.2 尿道下裂，陰茎陰のう<嚢>部
  - Q54.3 尿道下裂，会陰部
  - Q54.4 先天(性)尿道索
  - Q54.8 その他の尿道下裂
  - Q54.9 尿道下裂，詳細不明
- Q55 男性生殖器のその他の先天奇形
  - Q55.0 精巣<睾丸>の欠損及び無形成
  - Q55.1 精巣<睾丸>及び陰のう<嚢>の低形成<形成不全>
  - Q55.2 精巣<睾丸>及び陰のう<嚢>のその他の先天奇形
  - Q55.3 精管閉鎖
  - Q55.4 精管，精巣上体<副睾丸>，精のう<嚢>及び前立腺のその他の先天奇形
  - Q55.5 陰茎の先天(性)欠損及び無形成
  - Q55.6 陰茎のその他の先天奇形
  - Q55.8 男性生殖器のその他の明示された先天奇形
  - Q55.9 男性生殖器の先天奇形，詳細不明
- Q56 性不確定及び仮性半陰陽
  - Q56.0 半陰陽，他に分類されないもの
  - Q56.1 男性仮性半陰陽，他に分類されないもの
  - Q56.2 女性仮性半陰陽，他に分類されないもの
  - Q56.3 仮性半陰陽，詳細不明
  - Q56.4 性不確定，詳細不明

### (Q60-Q64) 腎尿路系の先天奇形
- Q60 腎の無発生及びその他の減形成
  - Q60.0 腎無発生，一側性
  - Q60.1 腎無発生，両側性
  - Q60.2 腎無発生，患側不明
  - Q60.3 腎低形成<形成不全>，一側性
  - Q60.4 腎低形成<形成不全>，両側性
  - Q60.5 腎低形成<形成不全>，患側不明
  - Q60.6 ポッター症候群
- Q61 のう<嚢>胞性腎疾患
  - Q61.0 先天性単一腎のう<嚢>胞
  - Q61.1 多発性のう<嚢>胞腎，常染色体劣性
  - Q61.2 多発性のう<嚢>胞腎，常染色体優性
  - Q61.3 多発性のう<嚢>胞腎，病型不明
  - Q61.4 腎異形成<形成異常>
  - Q61.5 髄質のう<嚢>胞腎
  - Q61.8 その他ののう<嚢>胞性腎疾患
  - Q61.9 のう<嚢>胞性腎疾患，詳細不明
- Q62 腎盂の先天性閉塞性欠損及び尿管の先天奇形
  - Q62.0 先天性水腎症
  - Q62.1 尿管の閉鎖及び狭窄
  - Q62.2 先天性巨大尿管(症)
  - Q62.3 腎盂及び尿管のその他の閉塞性欠損
  - Q62.4 尿管の無発生
  - Q62.5 重複尿管
  - Q62.6 尿管の位置異常
  - Q62.7 先天性膀胱尿管腎逆流
  - Q62.8 尿管のその他の先天奇形
- Q63 腎のその他の先天奇形
  - Q63.0 過剰腎
  - Q63.1 分葉腎，融合腎及び馬蹄腎
  - Q63.2 変位腎<異所性腎>
  - Q63.3 過形成腎及び巨大腎
  - Q63.8 腎のその他の明示された先天奇形
  - Q63.9 腎の先天奇形，詳細不明
- Q64 尿路系のその他の先天奇形
  - Q64.0 尿道上裂
  - Q64.1 膀胱外反(症)
  - Q64.2 先天性後部尿道弁
  - Q64.3 尿道及び膀胱頚部のその他の閉鎖及び狭窄
  - Q64.4 尿膜管の奇形
  - Q64.5 膀胱及び尿道の先天(性)欠損
  - Q64.6 先天性膀胱憩室
  - Q64.7 膀胱及び尿道のその他の先天奇形
  - Q64.8 尿路系のその他の明示された先天奇形
  - Q64.9 尿路系の先天奇形，詳細不明

### (Q65-Q79) 筋骨格系の先天奇形及び変形
- Q65 股関節部の先天(性)変形
  - Q65.0 先天性股関節脱臼<先天股脱>，一側性
  - Q65.1 先天性股関節脱臼<先天股脱>，両側性
  - Q65.2 先天性股関節脱臼<先天股脱>，患側不明
  - Q65.3 先天性股関節亜脱臼，一側性
  - Q65.4 先天性股関節亜脱臼，両側性
  - Q65.5 先天性股関節亜脱臼，患側不明
  - Q65.6 不安定股関節
  - Q65.8 股関節部のその他の先天(性)変形
  - Q65.9 股関節の先天(性)変形，詳細不明
- Q66 足の先天(性)変形
  - Q66.0 内反尖足
  - Q66.1 内反踵足
  - Q66.2 内反中足
  - Q66.3 足のその他の先天(性)内反変形
  - Q66.4 外反踵足
  - Q66.5 先天性扁平足
  - Q66.6 足のその他の先天(性)外反変形
  - Q66.7 凹足
  - Q66.8 足のその他の先天(性)変形
  - Q66.9 足の先天(性)変形，詳細不明
- Q67 頭部，顔面，脊柱及び胸部の先天(性)筋骨格変形
  - Q67.0 顔面非対称
  - Q67.1 顔面圧縮<圧迫顔面>
  - Q67.2 長頭(症)
  - Q67.3 斜頭(蓋)(症)
  - Q67.4 頭蓋，顔面及び顎のその他の先天(性)変形
  - Q67.5 脊柱の先天(性)変形
  - Q67.6 漏斗胸
  - Q67.7 鳩胸
  - Q67.8 胸のその他の先天(性)変形
- Q68 その他の先天(性)筋骨格変形
  - Q68.0 胸鎖乳突筋の先天(性)変形
  - Q68.1 手の先天(性)変形
  - Q68.2 膝の先天(性)変形
  - Q68.3 大腿骨の先天(性)弯曲
  - Q68.4 脛骨及び腓骨の先天(性)弯曲
  - Q68.5 脚の長管骨の先天(性)弯曲，詳細不明
  - Q68.8 その他の明示された先天(性)筋骨格変形
- Q69 多指<趾>(症)
  - Q69.0 副(手)指
  - Q69.1 副母指
  - Q69.2 副趾
  - Q69.9 多指<趾>(症)，詳細不明
- Q70 合指<趾>(症)
  - Q70.0 癒合指
  - Q70.1 みずかき<翼状>指
  - Q70.2 癒合趾
  - Q70.3 みずかき<翼状>趾
  - Q70.4 多合指<趾>(症)
  - Q70.9 合指<趾>(症)，詳細不明
- Q71 上肢の減形成
  - Q71.0 上肢の先天(性)完全欠損
  - Q71.1 上腕及び前腕の先天(性)欠損，手の存在するもの
  - Q71.2 前腕及び手の先天(性)合併欠損
  - Q71.3 手及び指の先天(性)欠損
  - Q71.4 橈骨の縦線<軸>型欠損
  - Q71.5 尺骨の縦線<軸>型欠損
  - Q71.6 裂手
  - Q71.8 上肢のその他の減形成
  - Q71.9 上肢の減形成，詳細不明
- Q72 下肢の減形成
  - Q72.0 下肢の先天(性)完全欠損
  - Q72.1 大腿及び下腿の先天(性)欠損，足の存在するもの
  - Q72.2 下腿及び足の先天(性)合併欠損
  - Q72.3 足及び趾<足ゆび>の先天(性)欠損
  - Q72.4 大腿骨の縦線<軸>型欠損
  - Q72.5 脛骨の縦線<軸>型欠損
  - Q72.6 腓骨の縦線<軸>型欠損
  - Q72.7 裂足
  - Q72.8 下肢のその他の減形成
  - Q72.9 下肢の減形成，詳細不明
- Q73 詳細不明の(四)肢の減形成
  - Q73.0 詳細不明の(四)肢の先天(性)欠損
  - Q73.1 フォコメリー<あざらし肢症>，詳細不明の(四)肢
  - Q73.8 詳細不明の(四)肢のその他の減形成
- Q74 (四)肢のその他の先天奇形
  - Q74.0 上肢のその他の先天奇形，肩甲帯を含む
  - Q74.1 膝の先天奇形
  - Q74.2 下肢のその他の先天奇形，骨盤帯を含む
  - Q74.3 先天性多発性関節拘縮(症)
  - Q74.8 (四)肢のその他の明示された先天奇形
  - Q74.9 (四)肢の詳細不明の先天奇形
- Q75 頭蓋及び顔面骨のその他の先天奇形
  - Q75.0 頭蓋骨(早期)癒合症
  - Q75.1 頭蓋顔面異骨症<頭蓋顔面骨形成不全症>
  - Q75.2 両眼開<隔>離<眼間開離>
  - Q75.3 巨頭(蓋)症<大頭（蓋）症>
  - Q75.4 下顎顔面異骨症<下顎顔面骨形成不全症>
  - Q75.5 眼下顎異骨症<眼下顎骨形成不全症>
  - Q75.8 頭蓋及び顔面骨のその他の明示された先天奇形
  - Q75.9 頭蓋及び顔面骨の先天奇形，詳細不明
- Q76 脊柱及び骨性胸郭の先天奇形
  - Q76.0 潜在性二分脊椎<脊椎披<破>裂>
  - Q76.1 クリッペル・ファイル症候群
  - Q76.2 先天性脊椎すべり症
  - Q76.3 先天性骨奇形による先天性(脊柱)側弯(症)
  - Q76.4 脊柱のその他の先天奇形，(脊柱)側弯(症)に関連しないもの
  - Q76.5 頚肋
  - Q76.6 肋骨のその他の先天奇形
  - Q76.7 胸骨の先天奇形
  - Q76.8 骨性胸郭のその他の先天奇形
  - Q76.9 骨性胸郭の先天奇形，詳細不明
- Q77 骨軟骨異形成<形成異常>(症)，長管骨及び脊椎の成長障害を伴うもの
  - Q77.0 軟骨無発生(症)
  - Q77.1 致死性小人症
  - Q77.2 短肋骨症候群
  - Q77.3 点状軟骨異形成<形成異常>(症)
  - Q77.4 軟骨無形成(症)
  - Q77.5 ダイアストロフィー性骨異形成<形成異常>(症)
  - Q77.6 軟骨外胚葉性異形成<形成異常>(症)
  - Q77.7 脊椎骨端骨異形成<形成異常>(症)
  - Q77.8 その他の骨軟骨異形成<形成異常>(症)，長管骨及び脊椎の成長障害を伴うもの
  - Q77.9 骨軟骨異形成<形成異常>(症)，長管骨及び脊椎の成長障害を伴うもの，詳細不明
- Q78 その他の骨軟骨異形成<形成異常>(症)
  - Q78.0 骨形成不全(症)
  - Q78.1 多骨性線維性骨異形成<形成異常>(症)
  - Q78.2 大理石骨病
  - Q78.3 進行性骨幹異形成<形成異常>(症)
  - Q78.4 内軟骨腫症
  - Q78.5 骨幹端異形成<形成異常>(症)
  - Q78.6 多発性先天性外骨(腫)症
  - Q78.8 その他の明示された骨軟骨異形成<形成異常>(症)
  - Q78.9 骨軟骨異形成<形成異常>(症)，詳細不明
- Q79 筋骨格系の先天奇形，他に分類されないもの
  - Q79.0 先天性横隔膜ヘルニア
  - Q79.1 横隔膜のその他の先天奇形
  - Q79.2 臍帯ヘルニア
  - Q79.3 腹壁破裂(症)
  - Q79.4 プルンベリー症候群
  - Q79.5 腹壁のその他の先天奇形
  - Q79.6 エーラース・ダンロス症候群
  - Q79.8 筋骨格系のその他の先天奇形
  - Q79.9 筋骨格系の先天奇形，詳細不明

### (Q80-Q89) その他の先天奇形
- Q80 先天性魚りんせん<鱗癬>
  - Q80.0 尋常性魚りんせん<鱗癬>
  - Q80.1 X連鎖性魚りんせん<鱗癬>
  - Q80.2 葉状魚りんせん<鱗癬>
  - Q80.3 先天性水疱性魚りんせん<鱗癬>様紅皮症
  - Q80.4 道化師(様)胎児
  - Q80.8 その他の先天性魚りんせん<鱗癬>
  - Q80.9 先天性魚りんせん<鱗癬>，詳細不明
- Q81 表皮水疱症
  - Q81.0 単純性表皮水疱症
  - Q81.1 致死型表皮水疱症
  - Q81.2 栄養障害型表皮水疱症
  - Q81.8 その他の表皮水疱症
  - Q81.9 表皮水疱症，詳細不明
- Q82 皮膚のその他の先天奇形
  - Q82.0 遺伝性リンパ浮腫
  - Q82.1 色素性乾皮症
  - Q82.2 肥満細胞症
  - Q82.3 色素失調症
  - Q82.4 外胚葉性異形成<形成異常>(症)(無(発)汗(症)性)
  - Q82.5 先天性非腫瘍<非新生物>性母斑
  - Q82.8 皮膚のその他の明示された先天奇形
  - Q82.9 皮膚の先天奇形，詳細不明
- Q83 乳房の先天奇形
  - Q83.0 無乳頭(症)を伴う乳房の先天(性)欠損
  - Q83.1 副乳房
  - Q83.2 無乳頭(症)
  - Q83.3 副乳頭
  - Q83.8 乳房のその他の先天奇形
  - Q83.9 乳房の先天奇形，詳細不明
- Q84 外皮のその他の先天奇形
  - Q84.0 先天性脱毛(症)
  - Q84.1 毛髪の先天性形態学的障害，他に分類されないもの
  - Q84.2 毛髪のその他の先天奇形
  - Q84.3 無爪(症)
  - Q84.4 先天性爪(甲)白斑(症)
  - Q84.5 巨爪及び肥厚爪
  - Q84.6 爪のその他の先天奇形
  - Q84.8 外皮のその他の明示された先天奇形
  - Q84.9 外皮の先天奇形，詳細不明
- Q85 母斑症，他に分類されないもの
  - Q85.0 神経線維腫症(非悪性)
  - Q85.1 結節性硬化症
  - Q85.8 その他の母斑症，他に分類されないもの
  - Q85.9 母斑症，詳細不明
- Q86 既知の外因による先天奇形症候群，他に分類されないもの
  - Q86.0 胎児アルコール症候群(異形性)
  - Q86.1 胎児ヒダントイン症候群
  - Q86.2 ワーファリンによる形態異常
  - Q86.8 既知の外因によるその他の先天奇形症候群
- Q87 多系統に及ぶその他の明示された先天奇形症候群
  - Q87.0 先天奇形症候群，主として顔貌異常を伴うもの
  - Q87.1 先天奇形症候群，主として低身長を伴うもの
  - Q87.2 先天奇形症候群，主として(四)肢の障害されたもの
  - Q87.3 早期過(剰)成長を含む先天奇形症候群
  - Q87.4 マルファン症候群
  - Q87.5 その他の骨格変化を伴うその他の先天奇形症候群
  - Q87.8 その他の明示された先天奇形症候群，他に分類されないもの
- Q89 その他の先天奇形，他に分類されないもの
  - Q89.0 脾の先天奇形
  - Q89.1 副腎の先天奇形
  - Q89.2 その他の内分泌腺の先天奇形
  - Q89.3 内臓逆位
  - Q89.4 結合<二重>体<結合双体>
  - Q89.7 多発先天奇形，他に分類されないもの
  - Q89.8 その他の明示された先天奇形
  - Q89.9 先天奇形，詳細不明

### (Q90-Q99) 染色体異常，他に分類されないもの
- Q90 ダウン症候群
  - Q90.0 21トリソミー，成熟<減数>分裂時の不分離によるもの
  - Q90.1 21トリソミー，モザイク(有糸分裂時の不分離による)
  - Q90.2 21トリソミー，転座
  - Q90.9 ダウン症候群，詳細不明
- Q91 エドワーズ症候群及びパトー症候群
  - Q91.0 18トリソミー，成熟<減数>分裂時の不分離によるもの
  - Q91.1 18トリソミー，モザイク(有糸分裂時の不分離による)
  - Q91.2 18トリソミー，転座
  - Q91.3 エドワーズ症候群，詳細不明
  - Q91.4 13トリソミー，成熟<減数>分裂時の不分離によるもの
  - Q91.5 13トリソミー，モザイク(有糸分裂時の不分離による)
  - Q91.6 13トリソミー，転座
  - Q91.7 パトー症候群，詳細不明
- Q92 常染色体のその他のトリソミー及び部分トリソミー，他に分類されないもの
  - Q92.0 染色体トリソミー，成熟<減数>分裂時の不分離によるもの
  - Q92.1 染色体トリソミー，モザイク(有糸分裂時の不分離による)
  - Q92.2 大部分トリソミー
  - Q92.3 小部分トリソミー
  - Q92.4 重複，有糸分裂前中期のみにみられるもの
  - Q92.5 重複，その他の複雑な再配列を伴うもの
  - Q92.6 過剰マーカー染色体
  - Q92.7 三倍性及び倍数性
  - Q92.8 常染色体のその他の明示されたトリソミー及び部分トリソミー
  - Q92.9 常染色体のトリソミー及び部分トリソミー，詳細不明
- Q93 常染色体のモノソミー及び欠失，他に分類されないもの
  - Q93.0 染色体モノソミー，成熟<減数>分裂時の不分離によるもの
  - Q93.1 染色体モノソミー，モザイク(有糸分裂時の不分離による)
  - Q93.2 環状染色体又は二動原体染色体を伴う染色体
  - Q93.3 4番短腕欠失
  - Q93.4 5番短腕欠失
  - Q93.5 その他の染色体部分欠失
  - Q93.6 有糸分裂前中期のみにみられる欠失
  - Q93.7 その他の複雑な再配列を伴う欠失
  - Q93.8 常染色体のその他の欠失
  - Q93.9 常染色体欠失，詳細不明
- Q95 均衡型再配列及びマーカー(染色体)，他に分類されないもの
  - Q95.0 均衡型転座及び挿入，正常個体におけるもの
  - Q95.1 染色体逆位，正常個体におけるもの
  - Q95.2 常染色体性均衡型再配列，異常個体におけるもの
  - Q95.3 性／常染色体均衡型再配列，異常個体におけるもの
  - Q95.4 マーカーヘテロクロマチンを伴う個体
  - Q95.5 常染色体のぜい<脆>弱部位を伴う個体
  - Q95.8 その他の均衡型再配列及びマーカー(染色体)
  - Q95.9 均衡型再配列及びマーカー(染色体)，詳細不明
- Q96 ターナー症候群
  - Q96.0 ターナー症候群，核型45，X
  - Q96.1 ターナー症候群，核型46，X iso(Xq)
  - Q96.2 ターナー症候群，核型46，X，性染色体異常を伴うもの，iso(Xq)を除く
  - Q96.3 ターナー症候群，モザイク，45，X／46，XX又はXY
  - Q96.4 ターナー症候群，モザイク，45，X／性染色体異常を伴うその他の細胞系
  - Q96.8 ターナー症候群のその他の変異型
  - Q96.9 ターナー症候群，詳細不明
- Q97 その他の性染色体異常，女性表現型，他に分類されないもの
  - Q97.0 核型47，XXX<トリプロX><XXX女性>
  - Q97.1 4本以上のX染色体を持つ女性
  - Q97.2 モザイク，種々のX染色体数を持つ細胞系
  - Q97.3 46，XY核型を持つ女性<XY女性>
  - Q97.8 その他の明示された性染色体異常，女性表現型
  - Q97.9 性染色体異常，女性表現型，詳細不明
- Q98 その他の性染色体異常，男性表現型，他に分類されないもの
  - Q98.0 クラインフェルター症候群，核型 47，XXY
  - Q98.1 クラインフェルター症候群，3本以上のX染色体を持つ男性
  - Q98.2 クラインフェルター症候群，46，XX核型を持つ男性
  - Q98.3 46，XX核型を持つその他の男性<XX男性>
  - Q98.4 クラインフェルター症候群，詳細不明
  - Q98.5 核型 47，XYY<XYY男性>
  - Q98.6 性染色体構造異常を持つ男性
  - Q98.7 性染色体モザイクを持つ男性
  - Q98.8 その他の明示された性染色体異常，男性表現型
  - Q98.9 性染色体異常，男性表現型，詳細不明
- Q99 その他の染色体異常，他に分類されないもの
  - Q99.0 キメラ 46，XX／46，XY
  - Q99.1 46，XXの真性半陰陽
  - Q99.2 ぜい<脆>弱X染色体
  - Q99.8 その他の明示された染色体異常
  - Q99.9 染色体異常，詳細不明